# 1990 في إسرائيل
فيما يلي قوائم الأحداث التي وقعت خلال عام 1990 في إسرائيل.

## سياسة

### تعيين في المنصب
- 10 يناير – هاشم محاميد عضو الكنيست [الإنجليزية]‏.
- 14 فبراير – محمد نفاع عضو الكنيست [الإنجليزية]‏.
- 11 يونيو – إيهود أولمرت وزير الصحة  [لغات أخرى]‏.
- 11 يونيو – رفائيل إيتان وزير الزراعة والتنمية  [لغات أخرى]‏.
- 11 يونيو – موشيه آرنز وزير الدفاع  [لغات أخرى]‏.
- 11 يونيو – يوفال نئمان وزير الطاقة  [لغات أخرى]‏.
- 25 يونيو – بنيامين نتانياهو نائب وزير الخارجية ‏.
- 4 يوليو – تمار غوجانسكي عضو الكنيست [الإنجليزية]‏.

### انتهاء فترة المنصب
- 30 يناير – يوفال نئمان عضو الكنيست [الإنجليزية]‏.
- 14 فبراير – توفيق زياد عضو الكنيست [الإنجليزية]‏.
- 15 مارس – إسحاق رابين وزير الدفاع  [لغات أخرى]‏.
- 15 مارس – شمعون بيريز وزير المالية  [لغات أخرى]‏.
- 15 مارس – مردخاي غور وزير بدون حقيبة وزارية.
- 11 يونيو – أفنير شاكي وزير بدون حقيبة وزارية.
- 11 يونيو – إسحاق نافون نائب رئيس الوزراء ‏.
- 11 يونيو – إيهود أولمرت وزير بدون حقيبة وزارية.
- 11 يونيو – بنيامين نتانياهو نائب وزير الخارجية ‏.
- 4 يوليو – توفيق طوبي عضو الكنيست [الإنجليزية]‏.

## مواليد

### مارس
- 6 مارس – إستي غينسبورغ
- 30 مارس – أحمد عابد لاعب كرة قدم إسرائيلي.

### أبريل
- 12 أبريل – خين أهاروني

### يونيو
- 15 يونيو – محمد كليبات لاعب كرة قدم إسرائيلي.

### أغسطس
- 18 أغسطس – أور ساسون لاعب جودو إسرائيلي.

## وفيات

### يونيو
- 29 يونيو – إلياس نخلة (مواليد 1913) سياسي إسرائيلي.

### ديسمبر
- 17 ديسمبر – إسحاق موسى الحسيني (مواليد 1904)